# Aki Hano
Aki Hano (jap. 羽野 晶紀, Hano Aki; Geburtsname: Yamawaki Aki (山脇 晶); * 22. August 1968 in Uji, Präfektur Kyōto) ist eine japanische Schauspielerin.
Aki Hano machte auf der Osaka University of Arts ihren Abschluss im Fachbereich Darstellende Künste. Sie ist verheiratet mit Yea Yamawaki Yuan und hat zwei Kinder.
Einem breiten Publikum wurde sie bekannt als Belvera, die böse Elias-Schwester. Garu Garu, ihr Gefährte, ist ein von Belvera erbauter Roboter, der aussieht wie ein Drache und so groß ist wie eine Taube.
In folgenden Filmen verkörpert Hano Belvera:
- Mothra – Das Siegel der Elias
- Mothra – Das versunkene Königreich
- Mothra – King Ghidorah kehrt zurück